# Stenhypena formosana
Stenhypena formosana är en fjärilsart som beskrevs av Embrik Strand 1917. Stenhypena formosana ingår i släktet Stenhypena och familjen nattflyn. Inga underarter finns listade i Catalogue of Life.